# Remigi de Reims
Remigi o Remí de Reims (Laon, ca. 437 - Reims, 533) va ser un bisbe franc que ocupà la diòcesi de Reims. Va batejar el rei dels francs Clodoveu I en 496, fet que va fer oficial el cristianisme a les terres franques. Venerat com a sant per l'Església catòlica, és un dels sants patrons de França. Va ser anomenat Apòstol dels francs.

## Biografia

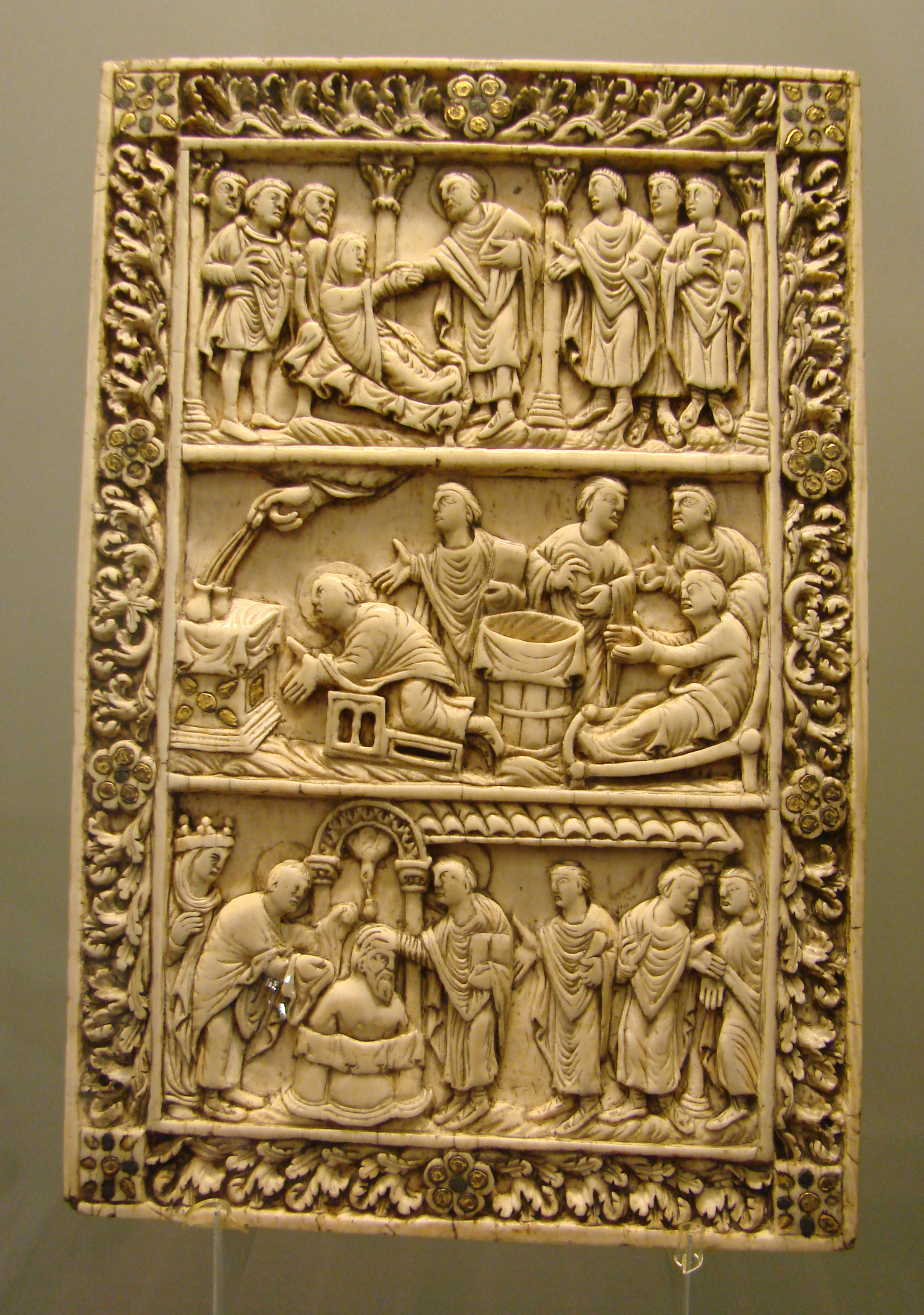
Placa d'ivori, s. IX, amb escenes de la vida del sant (Reims, Musée de Picardie)

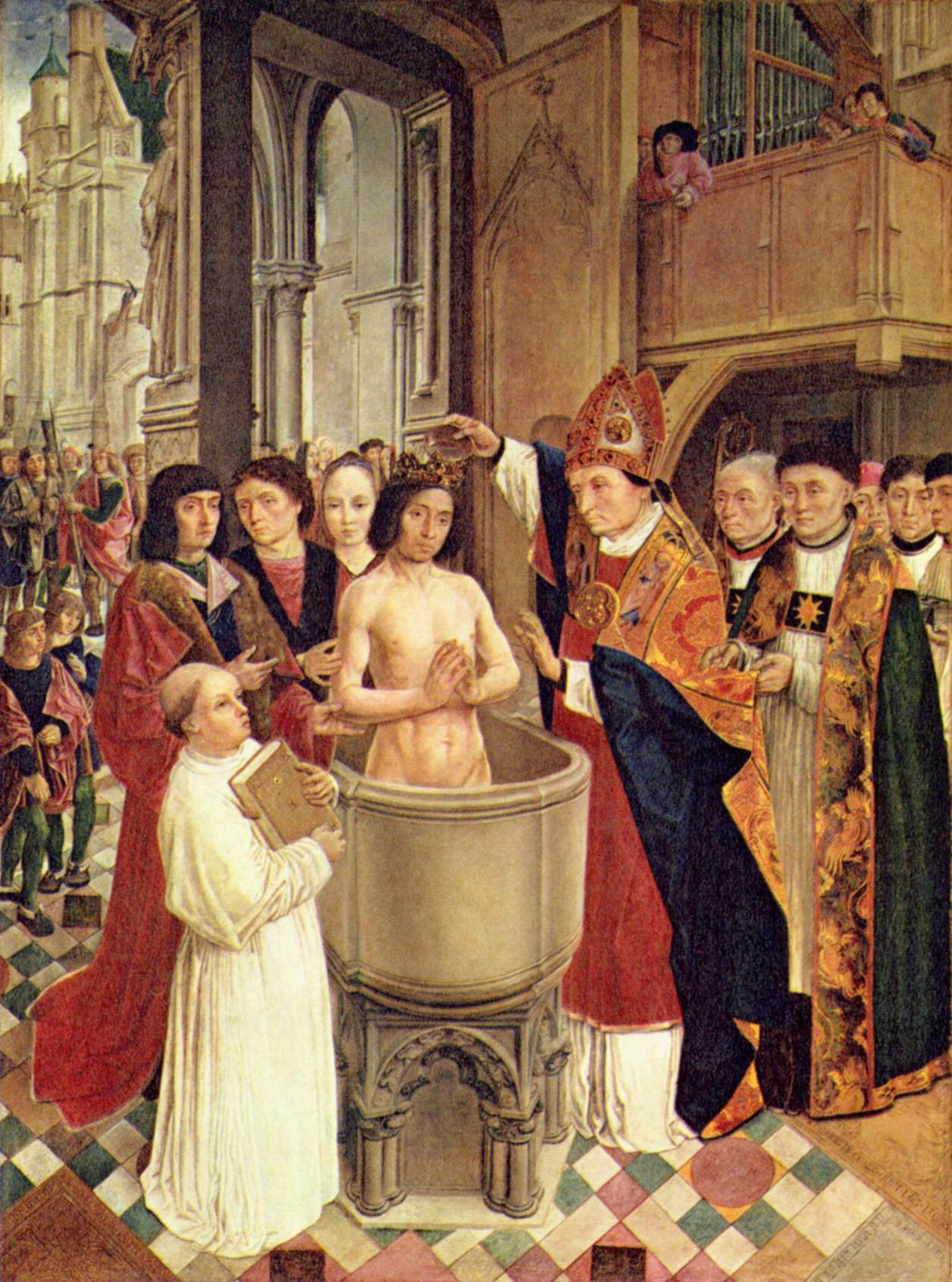
Baptisme de Clodoveu, pintura de ca. 1500, del Mestre de Saint-Gilles

Nascut probablement a Cerny-en-Laonnois, prop de Laon, cap a l'any 437, va ser elegit arquebisbe de Reims als 22 anys.{{El seu germà Principius ja era bisbe de Soissons}} Va mantenir correspondència amb Sidoni Apol·linar (llibre IX,8): les cartes mostre un bon estil, elegant i culte.

### Bateig de Clodoveu
Va aconseguir que el rei merovingi dels francs, Clodoveu I, es convertís al cristianisme. Va comptar amb l'ajut de la reina Clotilde i de sant Vaast. El rei va ser batejat el 25 de desembre de 496 (d'un any entre 496 i 499, de fet) a la Catedral de Reims. El bisbe va dir al rei llavors: «Acota el cap, fer Sicandre: adora aquell que ha abrusat i abrusa el que has adorat». A més, van batejar-se tres-cents nobles francs.

## Mort

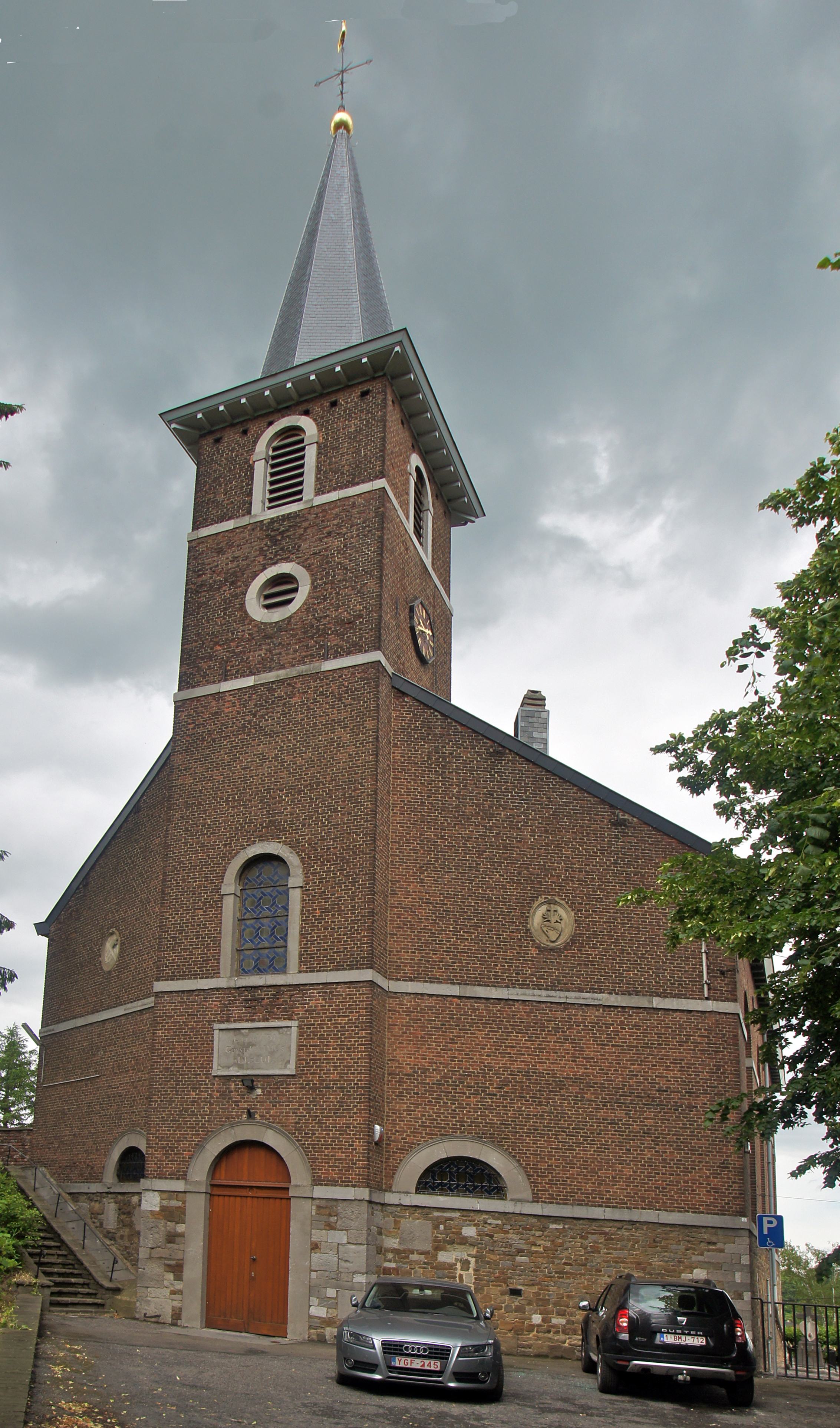
Església li dedicada a Saint-Remy a Bèlgica

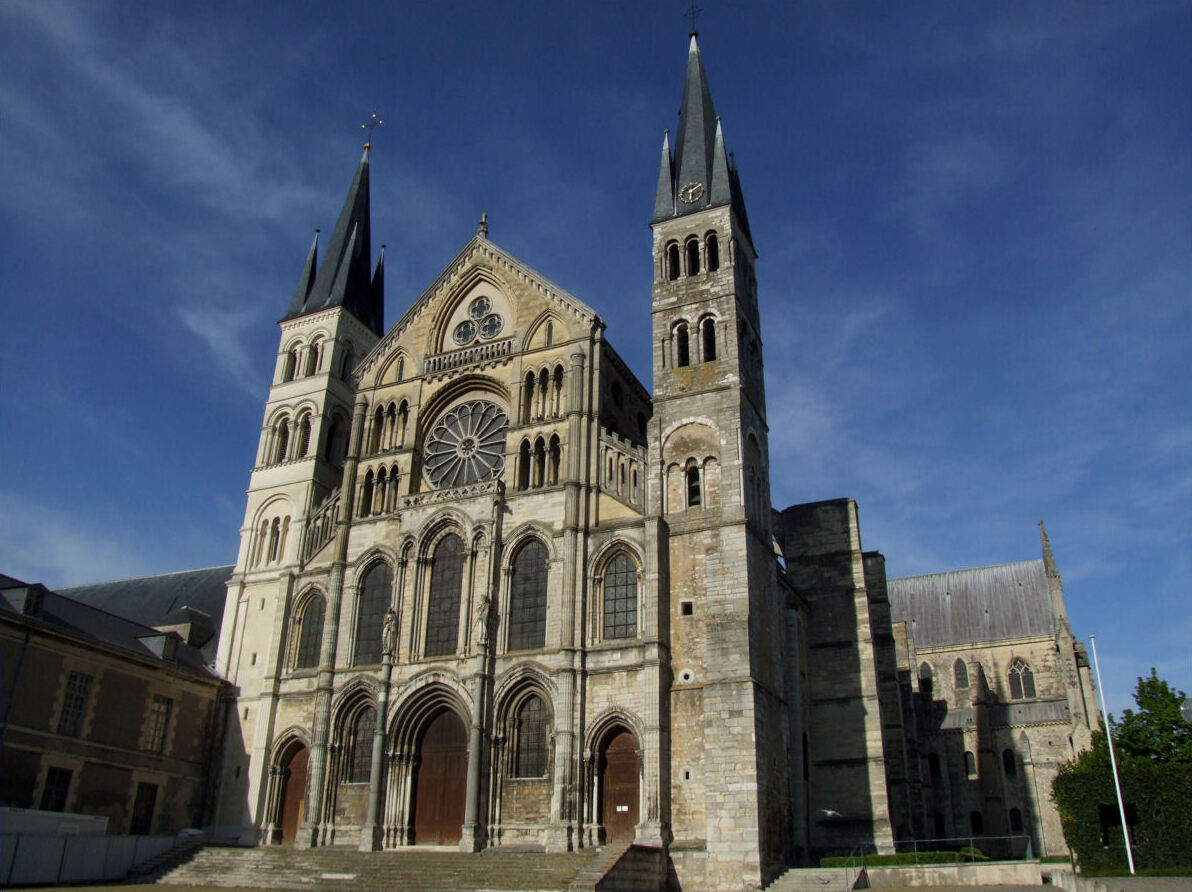
Basílica de Sant Remigi de Reims

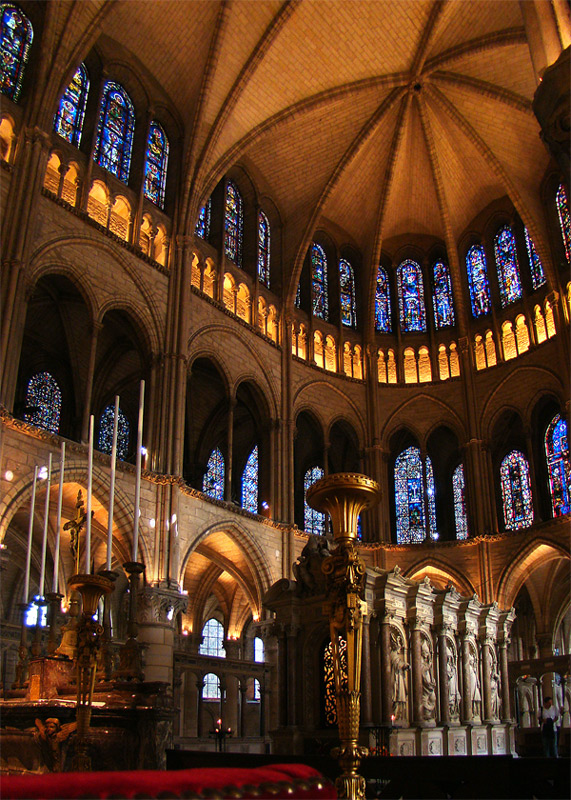
Tomba del sant al cor de la basílica de Sant Remigi

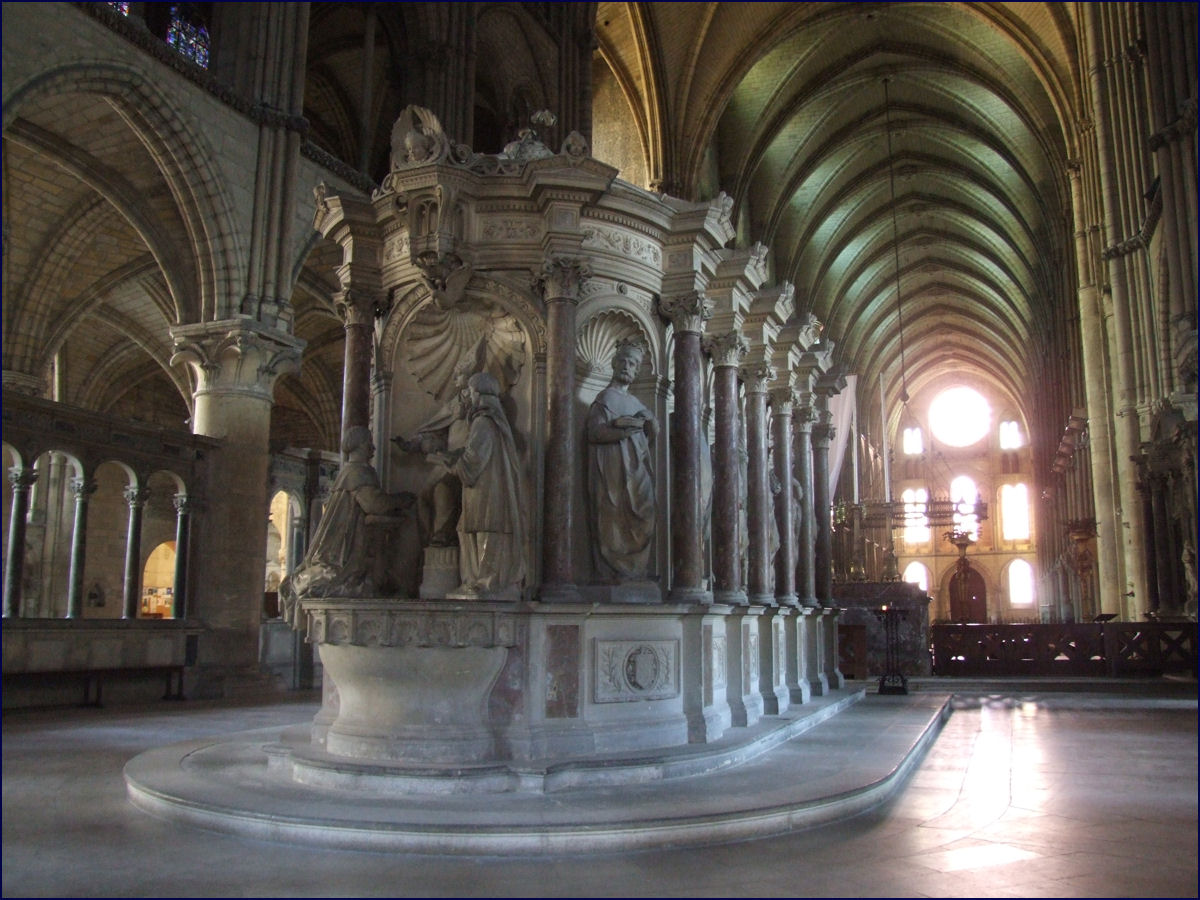
Tomba del sant, vista pel darrere

Remigi morí el 13 de gener l'any 532 (segons altres fonts, el 533). Les seves relíquies es troben a la basílica titular del sant a Reims, on es conservava també la Santa Ampolla fins que va ser destruïda a la Revolució francesa (1793).
Remigi va ser enterrat a l'església de Sant Cristòfol, que va esdevenir basílica del sant. En 852, el bisbe Hincmar va exhumar-ne les relíquies, traslladant una petita part a la catedral de Reims. L'any 900, l'arquebisbe Hervé les ubica definitivament a la basílica Saint-Rémi.

## Obres
Queden pocs escrit autèntics de Remigi: els seus sermons van ser admirants per homes com Sidoni Apol·linar, però s'han perdut. En queden quatre cartes: en una defensa un tal Claudi, dues s'adrecen a Clodoveu I i la quarta, al bisbe de Tongres. El testament «llarg» que s'hi atribueix és apòcrif; el testament breu, autèntic. Una vida breu, la Vita brevis ha estat atribuïda a Venanci Fortunat. També són apòcrifs la carta al papa Hormisdas i un comentari a les epístoles de Sant Pau.
La festivitat de Sant Remigi és l'1 d'octubre, dia de la translació de les seves relíquies.

## Llegendes
Segons la tradició era fill d'una noble família gal·loromana: hauria estat fill d'Emili de Laon i de santa Celina. La Vita Remigii d'Hincmar (ca. 882) un eremita cec, sant Montà, va anunciar-ne el naixement: mercès a la llet de Celina, va recuperar la vista, poc després que Remigi hagués nascut.

### Els vasos de Soissons

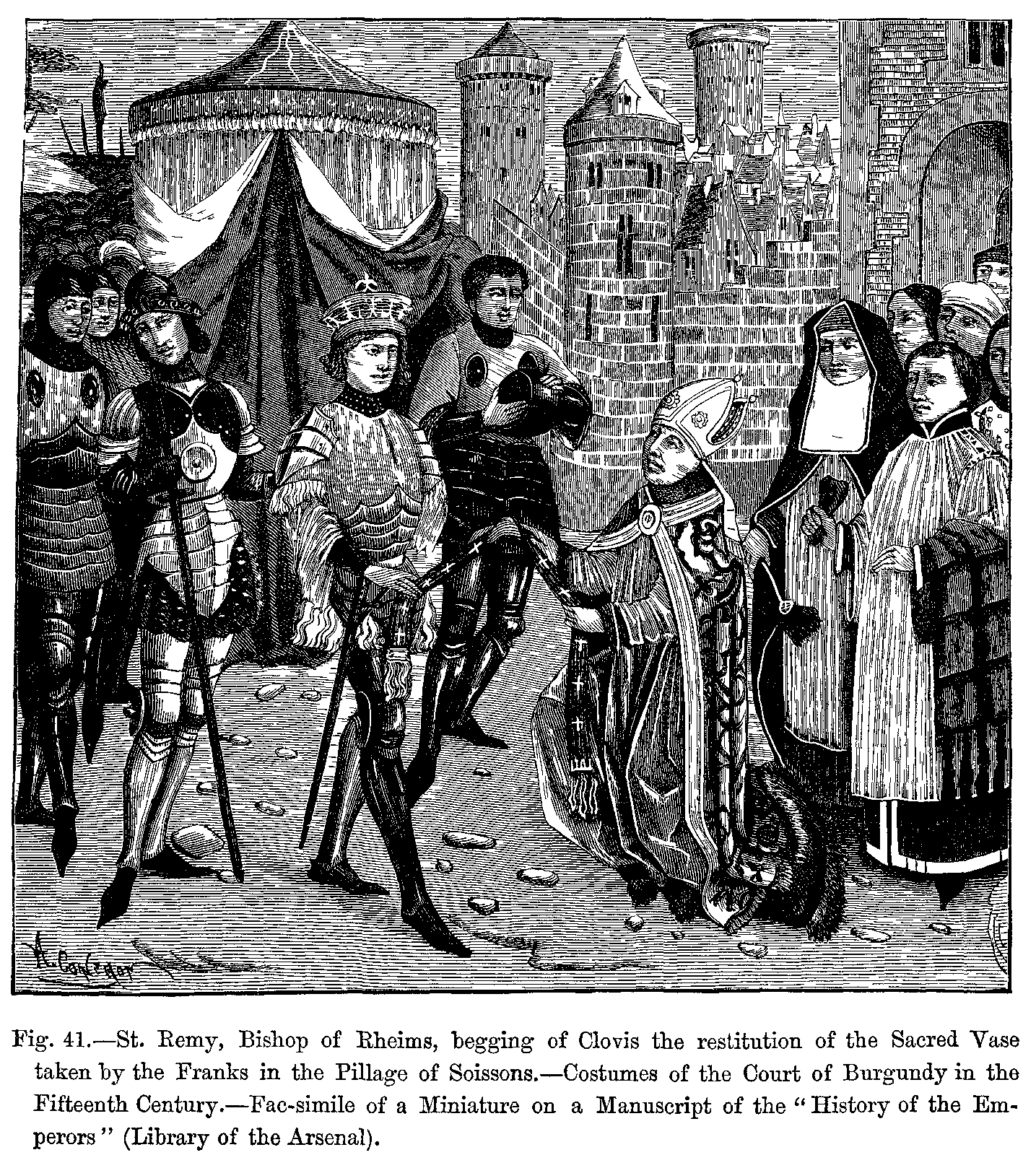
El bisbe Remigi de Reims, demanant a Clodoveu el retorn del vas de Soissons

La llegenda dels vasos és testimoni de les bones relacions amb el rei. L'explica Gregori de Tours (llibre II, 27). Cap al 486, durant la guerra entre Clodoveu I i Siagri, Soissons, la capital del regne de Siagri va ser presa. En el saqueig de la ciutat, els soldats robaren els vasos litúrgics d'una església de la diòcesi de Reims, entre els quals un vas d'argent de gran bellesa i valor. El bisbe Remigi va enviar un missatge a Clodoveu i li demanà que, almenys, retornés aquell vas i el rei anà amb el missatger a Soissons per cercar el vas.
Allí, l'exèrcit s'havia reunit per a repartir-se el botí. El rei demanà als seus homes que li cedissin el vas en qüestió: tots van estar d'acord i li digueren que el prengués. No obstant això, un soldat «lleuger, envejós i impulsiu» (levis, invidus ac facilis), davant la sorpresa general, va donar un cop de destral al vas, dient: «No tindràs més que el que et doni la sort, certament!». El rei callà, però "«va guardar l'ofensa amagada en el seu cor»; el bisbe va recuperar el vas esquerdat i, a canvi, Clodoveu li restituí part dels seus béns.
Passat un any, mentre passava revista als seus soldats, Clodoveu va reconèixer el soldat que havia colpejat el vas. Veient que la seva actitud i l'estat de les seves armes era deficient, les hi prengué i les llançà a terra. Quan el soldat s'ajupí per agafar-les, el rei li obrí el cap amb un cop amb el ceptre, tot dient-li: «Així vas fer tu amb el vas de Soissons!»

### La Santa Ampolla
La llegenda diu que l'Esperit Sant o un àngel, em forma de colom, va portar al bisbe la santa ampolla amb l'oli sant, ja que no en tenia prou. A partir de llavors, l'oli de l'ampolla va servir per a la consagració de tots els reis de França. Des del 1027, la catedral de Reims va ser el lloc de consagració de tots els reis de França, llevat de Lluís VI, Enric IV i Lluís XVIII.